# Adam ze Šternberka
Adam II. ze Šternberka (před 1560 – 10. dubna 1623) byl český šlechtic a vysoký zemský úředník představující umírněné katolické křídlo.

## Život
Narodil se jako syn Zdeňka VI. ze Šternberka († 1575) a jeho manželky Kateřiny Řepické ze Sudoměře. 
Adam začínal svou kariéru jako hejtman Nového Města pražského, poté byl mezi lety 1597 až 1599 dvorským sudím, 1599 až 1603 zemským sudím, 1603 až 1608 nejvyšším komorníkem a konečně v letech 1608 až 1619 nejvyšším purkrabím.
Jeho umírněné katolictví se projevilo roku 1609, kdy podepsal Rudolfův majestát na náboženské svobody namísto vyhraněného katolíka nejvyššího kancléře Zdeňka Vojtěcha Popela z Lobkovic, jehož povinností bylo královské výnosy podepisovat.
Roku 1617 zakoupil lnářské panství. Po vypuknutí stavovského povstání v roce 1618 byl internován a poté odešel do říše, kde zůstal až do skončení povstání. Za svého života nakoupil četné statky, například ještě před vypuknutím povstání Libochovice, Bechyni, v roce 1622 ještě Horažďovice.
V rodové posloupnosti byl Adamem II., vnukem Adama I. († 1560), karlštejnského purkrabího.

## Rodina
Adam byl dvakrát ženatý.
1. ⚭ (20. 7. 1578 Točník) Eva Popelová z Lobkovic (asi 1560 – 30. 7. 1599)
1. Jan Zdeněk ze Šternberka († 1623), císařský komorník (1605–1612)
2. Kateřina ze Šternberka († po 1623), manžel Vilém z Klenového († 1642)
3. Jaroslav Volf ze Šternberka († 1635), hejtman prácheňského kraje
4. Kunhuta Eliška ze Šternberka (asi 1578–1631), manžel Bedřich z Pöttingu
5. Marie Eusebie ze Šternberka (1584–1634), manžel Jaroslav Bořita z Martinic (1582–1649)

2. ⚭ (25. 10. 1605 Bechyně) Marie Maxmiliána Hohenzollernsko-Sigmaringenská (31. 10. 1583 – 11. 9. 1649)
1. Marie Eva Alžběta ze Šternberka (1605–1668) ⚭ (1627) Michael Adolf z Althannu (1574–1636 nebo 1638)
2. Eufrosina
3. Václav Kliment
4. Anna
5. František Karel Matyáš ze Šternberka (1612–1648), dvorní maršálek, nejvyšší zemský sudí Českého království
6. Vojtěch Ignác Eusebius ze Šternberka, (po 1613–1633)